# Biogen
Biogen Inc. es una empresa biotecnológica multinacional estadounidense con sede en Cambridge, Massachusetts, especializada en el descubrimiento, desarrollo y suministro de terapias para el tratamiento de enfermedades neurológicas a pacientes de todo el mundo.

## Historia
Fue fundada en 1978 en Ginebra con el nombre de Biotechnology Geneva por varios biólogos destacados, entre los que se encontraban Kenneth Murray, de la Universidad de Edimburgo, Phillip Allen Sharp, del Instituto Tecnológico de Massachusetts, Walter Gilbert, de Harvard (que ejerció de director general durante la fase inicial), Heinz Schaller, de la Universidad de Heidelberg, y Charles Weissmann, de la Universidad de Zúrich (que aportó el primer producto, el interferón alfa). Posteriormente, Gilbert y Sharp fueron galardonados con los premios Nobel: Gilbert fue reconocido en 1980 con el Premio Nobel de Química por su trabajo en la comprensión de la secuenciación del ADN, mientras que Sharp recibió el Premio Nobel de Fisiología o Medicina en 1993 por su descubrimiento de los genes divididos.
En 2003 se fusionó con IDEC Pharmaceuticals, con sede en San Diego (formada en 1985 por los médicos e inmunólogos de la Universidad de California-San Diego Ivor Royston y Robert E. Sobol, el bioempresario de San Diego Howard Birndorf y los investigadores del cáncer de la Universidad de Stanford Ron Levy y Richard Miller) y adoptó el nombre de Biogen Idec.
A raíz de los cambios en las áreas centrales de investigación, la empresa ha acortado su nombre, pasando a llamarse simplemente Biogen. Las acciones de Biogen forman parte de varios índices bursátiles, como el S&P 100, el S&P 500, el S&P 1500 y el NASDAQ-100, y la empresa cotiza en la bolsa de valores NASDAQ con el símbolo BIIB.
En mayo de 2006, la empresa anunció que adquiriría el especialista en cáncer Conforma Therapeutics por 250 millones de dólares. Más tarde, ese mismo mes, la empresa anunció su intención de adquirir Fumapharm AG, consolidando la propiedad de Fumaderm y BG-12, un fumarato oral, que se está estudiando para el tratamiento de la esclerosis múltiple y la psoriasis.
En enero de 2007, la empresa anunció que adquiriría Syntonix Pharmaceuticals por un máximo de 120 millones de dólares, con lo que obtendría el principal producto de Syntonix para la hemofilia B, así como la tecnología para desarrollar tratamientos inhalables.
En 2007, la empresa llegó a un acuerdo de licencia con Neurimmune, una empresa derivada de la Universidad de Zúrich, para el medicamento contra la enfermedad de Alzheimer Aducanumab, desarrollado por esta empresa suiza. Posteriormente, Neurimmune vendió sus derechos de licencia por 200 millones de dólares a Biogen.
En febrero de 2013, Bloomberg publicó la noticia de que Biogen planeaba pagar a Elan 3.250 millones de dólares por los derechos completos de Tysabri, utilizado para tratar la esclerosis múltiple.
En enero de 2015, la empresa anunció que adquiriría Convergence Pharmaceuticals por un máximo de 675 millones de dólares, con el objetivo de acelerar el desarrollo de la cartera de productos de Convergence, en particular CNV1014802 - una molécula pequeña de fase II candidata a bloquear los canales de sodio. En octubre de 2015, la empresa anunció que despediría al 11% de su plantilla, con efecto inmediato.
En marzo de 2019, la empresa  anunció que adquiriría Nightstar Therapeutics por 25,50 dólares por acción (800 millones de dólares en total). Nightstar se centra en las terapias genéticas basadas en virus adeno-asociados para los trastornos hereditarios de la retina. Con un revés en su investigación de fármacos para el Alzheimer, en marzo de 2019 las acciones de Biogen cayeron bruscamente. Terminó el ensayo de su fármaco aducanumab, que estaba fabricando junto con Eisai. En octubre de 2019, sin embargo, anunciaron que buscarían la aprobación de la FDA para aducanumab junto con Eisai.
En febrero de 2020, Biogen y Sangamo Therapeutics anunciaron un acuerdo de licencia global para desarrollar compuestos para enfermedades neuromusculares y neurológicas.
En mayo de 2020, la empresa concluyó la construcción de una instalación de última generación en Solothurn (Suiza), que producirá el medicamento contra el Alzheimer aducanumab a finales de 2021, junto con su planta de fabricación de Carolina del Norte. El anticuerpo monoclonal, codesarrollado con Eisai, atrajo un considerable interés de los inversores en biotecnología cuando Berkshire Hathaway, de Warren Buffett, compró 648 447 acciones de Biogen por un valor combinado de 192,4 millones de dólares.
En septiembre de 2020, Biogen Inc. realizó un depósito de 10 millones de dólares en OneUnited Bank para proporcionar más capital para financiar préstamos para viviendas y desarrollo comercial en las comunidades negras. En noviembre, la empresa anunció que adquiriría una participación de 650 millones de dólares en Sage Therapeutics y realizaría un pago inicial de 875 millones de dólares, con el fin de desarrollar conjuntamente una serie de tratamientos contra la depresión.
Para el año fiscal 2017, la empresa reportó ganancias de 
2539 millones de dólares, con un ingreso anual de 12274 millones de dólares, un aumento del 7,2% con respecto al ciclo fiscal anterior. Las acciones de Biogen cotizan a más de 289 dólares por acción, y su capitalización bursátil estaba valorada en más de 63000 millones de dólares en noviembre de 2018. La empresa ocupó el puesto 245 en la lista Fortune 500 de 2018 de las mayores empresas de Estados Unidos por ingresos.